# Charles Paget, VI marchese di Anglesey
Charles Henry Alexander Paget, VI marchese di Anglesey (14 aprile 1885 – 21 febbraio 1947), è stato un ufficiale inglese.

## Biografia
Era il figlio di Lord Alexander Paget, figlio di Henry Paget, II marchese di Anglesey, e di sua moglie, Hester Alice Stapleton-Cotton. Studiò presso l'Eton College e al Royal Military College di Sandhurst.

## Carriera
Nel 1905 successe al cugino Henry Paget come marchese di Anglesey. È stato sindaco di Burton upon Trent nel 1911. Durante la prima guerra mondiale, ha servito nel Royal Horse Guards come aiutante di campo del comandante generale in Egitto nel 1915 e in seguito come assistente segretario militare del comandante generale in Irlanda nel 1916. Combatté nella seconda guerra mondiale.
Dopo la prima guerra mondiale fu ciambellano della regina Mary (1922-1947).

## Matrimonio
Sposò, il 3 agosto 1912, Lady Victoria Marjorie Manners (20 dicembre 1883-3 novembre 1946), figlia di Henry Manners, VIII duca di Rutland. Ebbero sei figli:
- Lady Alexandra Maria Cecilia Caroline Paget (15 giugno 1913-22 maggio 1973), sposò Michael Duff, adottarono un figlio;
- Lady Elisabetta Hester Mary Paget (28 ottobre 1916-1980), sposò Raimund von Hofmannsthal, ebbero due figli;
- Lady Mary Patricia Beatrice Rose Paget (19 gennaio 1918-28 marzo 1996);
- Lady Rose Mary Primrose Paget (27 luglio 1919-1 novembre 2005), sposò John Francis McLaren, ebbero due figlie;
- George Paget, VII marchese di Anglesey (8 ottobre 1922-13 luglio 2013);
- Lady Katharine Mary Veronica Paget (8 ottobre 1922), sposò in prime nozze Jocelyn Eustace Gurney, ebbero una figlia, e in seconde nozze harles Farrell, ebbero quattro figli.

## Ascendenza
|                                                     |                                         |                              | Genitori                                        |  |  | Nonni |  |  | Bisnonni                                    |  |  | Trisnonni                        |  |
|                                                     |                                         |                              |                                                 |  |  |       |  |  | Henry William Paget, I marchese di Anglesey |  |  | Henry Paget, I conte di Uxbridge |  |
|                                                     |                                         |                              |                                                 |  |  |       |  |  | Henry William Paget, I marchese di Anglesey |  |  | Henry Paget, I conte di Uxbridge |  |
|                                                     |                                         | Jane Champagne               |                                                 |  |  |       |  |  | Henry William Paget, I marchese di Anglesey |  |  |                                  |  |
| Henry Paget, II marchese di Anglesey                |                                         |                              |                                                 |  |  |       |  |  | Henry William Paget, I marchese di Anglesey |  |  |                                  |  |
|                                                     |                                         | Caroline Villiers            | George Villiers, IV conte di Jersey             |  |  |       |  |  |                                             |  |  |                                  |  |
|                                                     |                                         | Caroline Villiers            | George Villiers, IV conte di Jersey             |  |  |       |  |  |                                             |  |  |                                  |  |
|                                                     |                                         | Caroline Villiers            | Frances Twysden                                 |  |  |       |  |  |                                             |  |  |                                  |  |
| Alexander Paget                                     |                                         | Caroline Villiers            |                                                 |  |  |       |  |  |                                             |  |  |                                  |  |
|                                                     |                                         | Charles Bagot                | William Bagot, I barone Bagot                   |  |  |       |  |  |                                             |  |  |                                  |  |
|                                                     |                                         | Charles Bagot                | William Bagot, I barone Bagot                   |  |  |       |  |  |                                             |  |  |                                  |  |
|                                                     |                                         | Charles Bagot                | Elizabeth Louisa St. John                       |  |  |       |  |  |                                             |  |  |                                  |  |
| Henrietta Bagot                                     |                                         | Charles Bagot                |                                                 |  |  |       |  |  |                                             |  |  |                                  |  |
|                                                     |                                         | Mary Wellesley-Pole          | William Wellesley-Pole, III conte di Mornington |  |  |       |  |  |                                             |  |  |                                  |  |
|                                                     |                                         | Mary Wellesley-Pole          | William Wellesley-Pole, III conte di Mornington |  |  |       |  |  |                                             |  |  |                                  |  |
|                                                     |                                         | Mary Wellesley-Pole          | Katherine Forbes                                |  |  |       |  |  |                                             |  |  |                                  |  |
| Charles Paget, VI marchese di Anglesey              |                                         | Mary Wellesley-Pole          |                                                 |  |  |       |  |  |                                             |  |  |                                  |  |
|                                                     | Stapleton Cotton, I visconte Combermere | Robert Cotton, V baronetto   |                                                 |  |  |       |  |  |                                             |  |  |                                  |  |
|                                                     | Stapleton Cotton, I visconte Combermere | Robert Cotton, V baronetto   |                                                 |  |  |       |  |  |                                             |  |  |                                  |  |
|                                                     | Stapleton Cotton, I visconte Combermere | Frances Stapleton            |                                                 |  |  |       |  |  |                                             |  |  |                                  |  |
| Wellington Stapleton-Cotton, II visconte Combermere | Stapleton Cotton, I visconte Combermere |                              |                                                 |  |  |       |  |  |                                             |  |  |                                  |  |
|                                                     |                                         | Caroline Greville            | William Fulke Greville                          |  |  |       |  |  |                                             |  |  |                                  |  |
|                                                     |                                         | Caroline Greville            | William Fulke Greville                          |  |  |       |  |  |                                             |  |  |                                  |  |
|                                                     |                                         | Caroline Greville            | Meliora Southwell                               |  |  |       |  |  |                                             |  |  |                                  |  |
| Hester Stapleton-Cotton                             |                                         | Caroline Greville            |                                                 |  |  |       |  |  |                                             |  |  |                                  |  |
|                                                     |                                         | George Sitwell, II baronetto | Sitwell Sitwell, I baronetto                    |  |  |       |  |  |                                             |  |  |                                  |  |
|                                                     |                                         | George Sitwell, II baronetto | Sitwell Sitwell, I baronetto                    |  |  |       |  |  |                                             |  |  |                                  |  |
|                                                     |                                         | George Sitwell, II baronetto | Alice Parke                                     |  |  |       |  |  |                                             |  |  |                                  |  |
| Susan Sitwell                                       |                                         | George Sitwell, II baronetto |                                                 |  |  |       |  |  |                                             |  |  |                                  |  |
|                                                     |                                         | Susan Murray Tait            | Craufurd Tait                                   |  |  |       |  |  |                                             |  |  |                                  |  |
|                                                     |                                         | Susan Murray Tait            | Craufurd Tait                                   |  |  |       |  |  |                                             |  |  |                                  |  |
|                                                     |                                         | Susan Murray Tait            | Susan Campbell                                  |  |  |       |  |  |                                             |  |  |                                  |  |
|                                                     |                                         | Susan Murray Tait            |                                                 |  |  |       |  |  |                                             |  |  |                                  |  |